# Пинейро, Оливия
Мария Оливия Пинейро (родилась 29 октября 1983 в Андрес-Ибаньес, Санта-Крус, Боливия). Победительница конкурса Мисс Боливия 2010 и представляла свою страну в 2011 году на конкурсе Мисс Вселенная.

## Юность
Родилась в Андрес-Ибаньесе, Санта-Крус, Боливия, её отец Хосе Карлос Пинейро - бразилец, а мать Котти Мечадо - боливийка. Пинейро начала свою карьеру в 1999 году, когда в возрасте 16 лет, она представляла свою страну на конкурсе Miss Model of the World в Турции , а через год участвовала в конкурсе Queen of the World 2000 в Германии, войдя в Топ-10. Организаторы конкурса Мисс Боливия, назвали её Modelo Revelación 2000.
Через год, Пинейро участвовала на международном конкурсе Lilián Villanueva 2001 в Колумбии, на котором победила Лилиан Вильянуэва из Мексики. В 2002 году Оливия принимала участие в её четвёртом международном конкурсе, Мисс Интерконтиненталь в Германии, а год спустя, представляла Боливию в своём пятом международном конкурсе, International Female Model 2003 на Арубе.
Она также работала в качестве модели в своей родной Боливии и была избрана королевой Comparsa в городке Санта-Крус-де-ла-Сьерра дважды: в возрасте 16 лет и в 2000 году в возрасте 20 лет
.

## Мисс Боливия
Пинейро, победила в конкурсе Мисс Санта-Крус и участвовала в национальном конкурсе Мисс Боливия, состоявшемся в Санта-Крус-де-ла-Сьерра 26 августа 2010 года. На котором она получила корону от предыдущей победительницы Клаудии Арсе, получив право представлять Боливию на конкурсе Мисс Вселенная 2011, прошедшем 12 сентября 2011 года в Сан-Паулу, Бразилия. Однако, Оливия Пинейро лгала о своем возрасте, заявив, ей было 24 года. Журналист Карлос Вальверде, раздобыл её свидетельство о рождении. В январе 2011 года, Оливия Пинейро отказалась от участия в Мисс Вселенная 2011 "по личным причинам", она так и не ответила на вопросы, касающиеся её реального возраста. Руководительница конкурса Мисс Вселенная Боливия, объявила, что победительница конкурса Мисс Боливия 2011 Оливия Пинейро будет участвовать в конкурсе Мисс Вселенная 2011.

## Мисс Вселенная 2011
По правилам конкурса Мисс Вселенная, участница должна быть не моложе 18 лет и не старше 27 лет. На 1 февраля 2011 Пинейро исполнилось 27 лет (в октябре 2010 года) и фактически участвовать в конкурсе она не может.
Глория Суарес де Лимпиас, организатор конкурса Мисс Боливия, объявила — Пинейро остается в статусе Мисс Боливия 2010 года и её сменит Мисс Боливия 2011, в июне 2011 года. В результате договорённости, представительница Боливии всё же участвовала конкурсе Мисс Вселенная.